# Обсада на Родос (1480)
Обсадата на Родос през 1480 г. завършва с победа на Рицарите хоспиталиери над Османската империя.

## Подготовка
През 1470 г. жителите на остров Тилос (разположен между Родос и Кос) са евакуирани на Родос, защото островът е станал твърде уязвим на нападения от Османската империя. През 1475 г. жителите на о. Халки също са евакуирани по същата причина (6 km западно от Родос, най-малкият обитаем остров от Додеканезите).

## Нападението
На 23 май 1480 г. османска флота от 160 кораба се появява пред Родос, в залива Трианда, заедно с армия от 70 000 мъже под командването на адмирал Месих паша. Гарнизонът на рицарите хоспиталиери се води от Великия магистър Пиер д’Обюсон. Рицарите получават подкрепление от Франция от 500 рицари и 2000 войници под командването на брата на д’Обюсон – Антоан.
Първата стратегическа цел на османците е да превземат Кулата на Свети Никола, която е ключова точка за отбраната на две пристанища: търговското, Мандраки и пристанището в източния залив на Акандия. Турската артилерия поддържа непрекъсната бомбардировка и на 9 юни пехотата прави серия атаки. Самият Велик магистър Д'Обюсон се притичва на помощ на гарнизона и след яростна битка врагът е отблъснат.
Скоро след това идва второ нападение срещу кулата, този път в източния сектор на стената към залива Акандия, който е доста слаб. По време на бомбардировката от турската артилерия рицарите и хората изкопават нов ров от вътрешната страна на стената и построяват нова вътрешна фортификация. Рицарите отново реагират храбро и решително и след ожесточена битка с много жертви от двете страни опасността отново е отблъсната.
Последният акт от тази драма се разиграва в еврейския квартал на града. Призори на 27 юли турците предприемат мощна офанзива и авангардът им от около 2500 еничари успява да превземе кулата на Италия и да влезе в града. Последва неистова борба. Великият магистър, ранен на пет места, ръководи битката и се сражава с копие в ръка. След тричасови боеве врагът е покосен и изтощените оцелели започват да се оттеглят. Контраатаката на рицарите принуждава турците да бият хаотично отстъпление, влачейки със себе си Великия везир и главнокомандващ. Хоспиталиерите достигат палатката му и вземат, наред с друга плячка, свещеното знаме на Исляма. На този ден между три и четири хиляди турци са посечени.
На 17 август 1480 османският флот се отказва от опита си да превземе Родос и отплава, за да се опита да превземе Отранто.